# Maribo-Torrig Jernbane
Maribo-Torrig Jernbane (MTJ) – eller Torrigbanen – var en dansk privatbane (1924-41) mellem Maribo og Torrig, der var station på Nakskov-Kragenæs Jernbane.

## Historie
Allerede i 1870 blev det diskuteret, om banen mellem Maribo og Nakskov skulle gå over Stokkemarke, men det blev Søllested. Med Torrigbanen fik Stokkemarke sin jernbane. Banen kom med i den store jernbanelov fra 1918 og var et af de kun 9 af denne lovs 42 projekter, der blev gennemført. Koncession blev udstedt 10. marts 1919. Ekspropriationerne begyndte i 1920, og anlægsarbejdet blev påbegyndt i 1921. Banen gik gennem ret tyndt befolkede områder. Torrigbanen er den danske privatbane, der har haft kortest levetid – kun 17 år.

## Strækningsdata
- Åbnet 5. februar 1924 med et dagligt godstog, persontrafik først fra 12. april 1924
- Længde: 23,7 km[1]
- Sporvidde: 1.435 mm
- Skinner: 24,39 kg/m
- Max. stigning: 5 ‰
- Maks. hastighed: 45 km/t
- Nedlagt: 28. februar 1941

## Standsningssteder
- Maribo station i km 0,0 – forbindelse med Nykøbing Falster-Nakskov, Maribo-Rødbyhavn og Maribo-Bandholm Jernbane.
- Erikstrup trinbræt i km 4,2 med omløbsspor og ventebygning af træ med tegltag.
- Nørreballe station i km 6,9.
- Havløkke station i km 10,2 lå ensomt, fra 1930 trinbræt med sidespor og baneformandsbolig.
- Stokkemarke station i km 13,4.
- Vesterborg station i km 17,3 lå ensomt.
- Lindet Skole trinbræt.
- Lindet station i km 20,1 med privat pakhus, tilhørende C.A. Qvade og Co. i Maribo.
- Birket trinbræt i km 22,0 fra 1930 med ventebygning af træ med tegltag. ½ km mod nord var der sidespor til banens grusgrav.
- Torrig station i km 23,7 med remise og drejeskive – forbindelse med Nakskov-Kragenæs Jernbane.

### Bevarede stationsbygninger
Stationsbygningerne blev tegnet af arkitekt Albert Petersen, Nykøbing Falster. De er alle bevarede.
- Nørreballe: Stationsvænget 6
- Havløkke: Havløkkevej 41
- Stokkemarke: Sursvej 19
- Vesterborg: Skovhusevej 16
- Lindet: Nygårdsvej 11

Torrig Station, se Kragenæsbanen

## Driften
MTJ havde driftsfællesskab med Lollandsbanen og overbanemester fælles med Kragenæsbanen og Nakskov-Rødby Jernbane. Stationstjenesten blev i Maribo varetaget af Lollandsbanen og i Torrig af Kragenæsbanen. En af MTJ's stationer blev betjent af en stationsmester, resten af ekspeditricer.
Torrigbanen er den eneste danske privatbane, der aldrig har ejet et damplokomotiv. Pga. driftsfællesskabet blev der dog også kørt med Lollandsbanens og Kragenæsbanens damplokomotiver på strækningen. Banen havde selv 2 diesellokomotiver, hvoraf det ene brændte i 1930 og ikke blev erstattet. I 1924-26 anskaffede banen 4 personvogne (heraf 2 med postkupé), 1 rejsegodsvogn, 18 åbne godsvogne og 11 lukkede godsvogne, heraf 2 med bænke så de ved spidsbelastning kunne bruges som personvogne.
Så længe drejeskiven i Torrig ikke var færdig, vendte togene i Kragenæs. 6. maj 1925 blev det aftalt med Kragenæsbanen, at Torrigbanens tog skulle føres videre til Kragenæs og et enkelt togpar til Nakskov.
Godstrafikken var størst i banens første år med 27.000 t og holdt sig stadig på 24.000 t i 1935, hvorefter den faldt. Persontrafikken var også størst i banens første år med 85.000 rejser. Fra 1929 med 76.000 rejser faldt trafikken drastisk til 1932 med 46.000 rejser. Medvirkende hertil var at banen 31. august 1931 åbnede en bilrute Maribo-Stokkemarke-Vesterborg-Nakskov sammen med Lollandsbanen. Rutebilen befordrede årligt 6-7.000 rejsende. Samtidig blev to togpar inddraget, hvilket kunne ses på antal togkilometer, der toppede med 114.000 i 1930 og nåede lavpunktet med 67.000 i 1932.
Torrigbanen havde sit sidste overskud i 1929, derefter var der kun underskud. I 1935 holdt de to små sognekommuner Birket og Vesterborg op med at betale til dækningen af underskuddet.

## Strækninger hvor banetracéet er bevaret
Kun 1 km af banens tracé er bevaret, nemlig den vanskeligt tilgængelige strækning gennem Nørre Fredskov ved Vesterborg.